# Williams & Glyn
Pour les articles homonymes, voir Williams et Glyn.
Williams & Glyn désigne les activités de Royal Bank of Scotland et de NatWest qu'elles devaient céder d'ici la fin de 2017. Williams & Glyn se compose de 307 agences de Royal Bank of Scotland en Angleterre et au Pays de Galles et NatWest en Écosse. RBS a été obligé par l'Union européenne de céder une partie de ses activités après que le gouvernement britannique a pris une participation de 84 % dans le groupe pendant la crise économique de 2008, participation que l'UE a qualifié d'aide d'État.